# The Source
The Source (з англ. — «Джерело») — американський музичний журнал і вебсайт, присвячений хіп-хоп-музиці та субкультурі. Заснований у 1988 році у вигляді газети, він вважається найстарішим журналом, що випускається, присвяченим репу. Називається багатьма «Біблією хіп-хопу», The Source вплинув на жанр у 90-х роках. Багато хіп-хоп-музикантів, які пізніше стали відомими, були представлені на сторінках журналу, а фраза «5 мікрофонів», що позначає найвищу оцінку, що присуджується журналом альбомам, увійшла в лексикон музикантів даного жанру. Однак у результаті низки скандалів до середини 2000-х журнал втратив більшу частину колишнього впливу та популярності.

## Історія

### 1988—1990: Початок роботи
Історія The Source почалася в 1988 році, коли хіп-хоп стрімко набував популярності. Журнал був створений двома студентами Гарвардського університету — Девідом Мейсом (англ. David Mays) та Джонатаном Шектером (англ. Jonathan Shecter). Разом вони вели програму Street Beat на гарвардському радіо WHRB. The Source спочатку був газетою-рекламою цього радіошоу. Для роботи над журналом вони покликали своїх університетських друзів — Едварда Янга (англ. Edward Young), який допомагав Мейсу із виданням журналу, і Джеймса Бернарда (англ. James Bernard ), який став старшим редактором , тоді як сам Шектер став головним редактором. Після випуску перших номерів Янг вирушив країною, вмовляючи оптових постачальників купити партію журналів. Однак багато хто відмовлявся, оскільки не вірив, що «журнал з обличчями злих чорних людей на обкладинці буде цікавий білим підліткам».

В 1990 команда, що працювала над журналом, переїхала в Нью-Йорк, де вони найняли ще кілька колумністів. На той момент журнал вже мав 15 000 читачів, 2000 з яких були люди, які працювали в хіп-хоп-індустрії. Як пише Джефф Чан, автор книги  Can’t Stop Won’t Stop: A History of the Hip-Hop Generation:
У The Village Voice критика була конструктивніше, в Billboard краще висвітлювали індустрію, в Spin репортажі були кращими і вони займалися вичиткою, але в The Source була підтримка молоді з вулиць.
Оригінальний текст (англ.)
[There was better criticism to be had in The Village Voice, better industry coverage in Billboard, better reporting and actual copy-editing in Spin, but The Source had the authority of young heads on a mission] Помилка: {{Lang}}: текст вже має курсивний шрифт (допомога)

За словами Реджинальда Денніса (англ. Reginald Dennis), який починав стажером і пізніше став редактором журналу, The Source відрізнявся від інших видань тим, що його автори знали хіп-хоп зсередини, тоді як автори інших видань дивилися на нього з боку і їхнє життя не залежало від написання статей про ньому.

### 1991—2000: Пік популярності
До 1991 року тираж журналу перевищував 40 000, а дохід — мільйон доларів. У той же час обстановка в журналі почала розпалюватися: редактори отримували догани за негативні рецензії, рекламодавці погрожували прибрати з журналу свою рекламу. Невдоволені були й самі музиканти. За словами Бернарда, його головною проблемою було те, що «в [редакції] The Source знаходилося дуже багато озброєних людей» і «будь-якого моменту все могло вийти з-під контролю». Багато реперів також хотіли потрапити на обкладинку журналу. Серед музикантів, які вимагали місце на обкладинці, називаються P. Diddy та Jay-Z. Однак окреме місце в історії журналу займає репер Реймонд Скотт, який починав на той момент, пізніше став відомим під псевдонімом Benzino. Мейс познайомився з ним ще в університеті. Скотт був учасником гурту The Almighty RSO, менеджером якого став Мейс, вже працюючи над журналом. Скотт приходив до редакції журналу і, погрожуючи редакторам, вимагав, щоб вони писали про його музику. За словами Бернарда, у липні 1994 року, напередодні виходу альбому його гурту, Скотт оголосив редакції журналу: «якщо я не отримаю хоча б 4 із 5, то вас звідси відвезуть у мішках для трупів». Проте невдовзі погрози припинилися. Наприкінці вересня редакція підготувала листопадовий випуск і відправила його до друку. У той момент Бернард дізнався, що Мейс додав до нього без їхнього відома тристорінкову статтю про групу The Almighty RSO. Дізнавшись про це, Бернард вирішив піти з журналу. За ним пішла і вся решта редакції.
До 1993 року тираж сягнув 90 000 примірників, середній вік читача становив 21 рік. У журналі з'явилися рекламні блоки не лише звукозаписних лейблів, а й великих компаній, серед яких Nike, Reebok та Sega. Проте в той же час у журналу з'явилися конкуренти: журнал Vibe і журнал XXL, в який після виходу з Source перейшли Бернард і Денніс. The Source також отримав негативну репутацію у промисловості. Журнал відмовлявся працювати із журналістами, які писали для інших видань. Незважаючи на це, до кінця 90-х The Source продовжував збільшувати свій вплив і тираж, дійшовши до 2001 до позначки в 360 000 примірників і 10 мільйонів доларів річного доходу. Справи йшли настільки добре, що The Source вийшов на телебачення, відкрив свій лейбл звукозапису та вручав власну премію The Source Awards. 10 редакторів журналу також отримали від Мейса інкрустовані діамантами медальйони з логотипом журналу.

### 2000-2006: Проблеми
На початку 2000-х ситуація почала погіршуватися. Вирішивши створити сайт журналу, Мейс узяв позику. Але ця ідея виявилася невдалою. За словами Карліто Родрігеса, який на той час займав посаду головного редактора, ідеї, які були у редакції, випереджали час. Щоб покрити збитки Мейс довелося продати 18% журналу приватної інвестиційної компанії Black Enterprise / Greenwich Street Fund. Також почалися проблеми з Benzino, який вирішив почати ворожнечу з Емінемом, котрий був на той момент одним із найпопулярніших реперів. Обидва випустили дис-мікстейпи, проте Benzino вирішив піти далі. Ставши співвласником The Source, він вирішив використовувати журнал як трибуну. Один із номерів журналу містив на обкладинці зображення Benzino із відрубаною головою Емінема в руках. Для читачів, які знали передісторію, це стало останньою краплею. За рік продаж журналу знизився з 380 000 до 300 000, а потім і до 270 000. Interscope, лейбл Емінема, також вирішив прибрати свою рекламу з журналу.
У наступні роки проблеми редакції продовжились. У 2005 році Мейс та Benzino звільнили головного редактора журналу, Кімберлі Осоріо, як вони пізніше повідомлять за недостатню якість роботи. Осоріо подала до суду, звинувативши їх у сексуальних домаганнях, ґендерній дискримінації та наклепі. Суд визнав їх винними за декількома епізодами, зазначивши, що Осаріо була звільнена після того, як висловила своє невдоволення діями підсудних, і ухвалив стягнути з них 15 мільйонів доларів на її користь. На місце Осаріо був взятий новий редактор, Джошуа Реткліфф. Однак через кілька місяців він залишив журнал після того, як Мейс і Benzino зажадали, щоб він знизив оцінку альбому The Minstrel Show групи Little Brother з 4,5 мікрофонів до 4. Зрештою рада директорів компанії The Source Entertainment Inc, до якої входили керівники компанії Black Enterprise/Greenwich Street Fund, вирішила усунути Мейса та Benzino від роботи в журналі. Мейс і Benzino подали заборонний наказ, проте суд став на бік ради директорів і усунув їх. Вийшовши з The Source, вони відкрили новий журнал, Hip Hop Weekly.

### 2007— теперішній час: Відродження
Після відходу Мейса та Benzino новим власником журналу став Лонделл Макміллан (англ. L. Londell McMillan) — адвокат, який працював з такими музикантами, як Прінс, Майкл Джексон, Стіві Вандер, Usher і Каньє Вест. Макміллан уже був знайомий з журналом, оскільки був одним із його кредиторів. Джонатан Шектер, один із засновників The Source, підтримує кандидатуру Макміллана. «Я думаю, що Лонделл – добрий хлопець. Мені він дуже подобається. <…> Я радий, що він [керує журналом]», — сказав він.
У січні 2012 року Кім Осоріо повернулася на посаду головного редактора, проте через рік, у квітні 2013 року, покинула його. Проте вона продовжує співпрацю з журналом, пише для нього статті та дає поради редакції. Після її звільнення з посади головного редактора дана посада в журналі була скасована і тепер всі рішення приймаються комітетом редакторів.

## The Source Awards
У 1991 році The Source почав вручати щорічну премію The Source Awards найкращим, на думку журналу, музикантам року. Спочатку нагородження проходило у рамках спеціального випуску програми Yo! MTV Raps. Однак у 1994 році журнал почав проводити повноцінні церемонії нагородження. Церемонії нагородження The Source Awards стали відомі завдяки своїм суперечливим моментам. У 1994 році Sticky Fingaz з групи Onyx, виконуючи на церемонії композицію «Throw Ya Gunz», дістав пістолет і почав стріляти в стелю. У 1995 році, в розпал війни узбереж, на The Source Awards зібралися представники обох узбереж, які освистували виступи один одного. Шуг Найт, виступаючи зі сцени, дорікнув Puff Daddy в тому, що він намагається влазити в творчість своїх артистів, але не називаючи його на ім'я.
Після цих слів представники Східного узбережжя, що у залі, освистали його. Snoop Dogg, який запитав зі сцени «Східне узбережжя не любить Снуп Догга та Доктора Дре?», був також освистаний. Представники південного хіп-хопу, група Outkast, опинившись між двома протиборчими сторонами, була освистана обома. У 2000 році, у розпал церемонії нагородження, у залі почалася бійка. В результаті церемонія була скасована, було вручено лише 5 із 15 нагород. Через 2 роки, 2002 року, The Source перестав вручати The Source Awards.

## Альбоми, що здобули найвищий рейтинг
У журналі є розділ Record Report, в якому публікуються рецензії на недавно випущені альбоми. Традиційно в ньому використовується шкала оцінок, заснована на мікрофонах, в якій максимальна оцінка, 5 мікрофонів, позначає альбом, який вважає редакція класикою жанру. Всього станом на 2010 трохи більше 40 альбомів отримали найвищу оцінку.
Альбоми, які отримали оцінку 5 мікрофонів:
- People's Instinctive Travels and the Paths of Rhythm — A Tribe Called Quest
- Let the Rhythm Hit 'Em — Eric B. & Rakim
- AmeriKKKa's Most Wanted — Ice Cube
- One for All — Brand Nubian
- De La Soul Is Dead — De La Soul
- The Low End Theory — A Tribe Called Quest
- Illmatic — Nas
- Life After Death — The Notorious BIG
- Aquemini — Outkast
- The Blueprint — Jay-Z
- Stillmatic — Nas
- The Fix — Scarface
- The Naked Truth — Lil' Kim
- Trill OG — Bun B
- My Beautiful Dark Twisted Fantasy — Каньє Вест[27][28]

Альбоми, які не були оцінені на момент виходу, але отримали оцінку 5 мікрофонів в 2002:
- Run-D.M.C. — Run–D.M.C.
- Radio — LL Cool J
- Licensed to Ill — Beastie Boys
- Raising Hell — Run–D.M.C.
- Criminal Minded — Boogie Down Productions
- Paid in Full — Eric B. & Rakim
- By All Means Necessary — Boogie Down Productions
- It Takes a Nation of Millions to Hold Us Back — Public Enemy
- Long Live the Kane — Big Daddy Kane
- Critical Beatdown — Ultramagnetic MCs
- Straight Out the Jungle — Jungle Brothers
- Strictly Business — EPMD
- The Great Adventures of Slick Rick — Slick Rick
- Straight Outta Compton — N.W.A
- No One Can Do It Better — The D.O.C.
- All Eyez on Me — 2Pac

Альбоми, що отримали оцінку 4,5 мікрофона, але підвищену в 2002 до 5:
- Breaking Atoms — Main Source
- Death Certificate — Ice Cube
- The Chronic — Dr. Dre
- Enter the Wu-Tang (36 Chambers) — Wu-Tang Clan
- Ready to Die — The Notorious B.I.G.
- The Infamous — Mobb Deep
- Only Built 4 Cuban Linx... — Raekwon
- 2001 — Dr. Dre

Альбоми, що отримали оцінку 4 мікрофони, але підвищену в 2002 до 5:
- Grip It! On That Other Level — Geto Boys
- Doggystyle — Snoop Doggy Dogg
- The Diary — Scarface
- Me Against the World — 2Pac
- The Score — The Fugees
- Reasonable Doubt — Jay-Z

## Unsigned Hype
Починаючи з 1990 року у кожному номері The Source публікується розділ Unsigned Hype, у якому редакція журналу розповідає про маловідомих музикантів, які, на їхню думку, мають шанс стати популярними. У різний час на сторінках журналу були представлені The Notorious B.I.G., Eminem, DMX, Immortal Technique, Common, Mobb Deep, Джоел Ортіс, Proof та DJ Shadow. Серед більш сучасних музикантів, представлених у даній рубриці, Action Bronson, Macklemore і Райан Льюїс, Flatbush Zombies, Trinidad James, Jon Connor та Bishop Nehru.

## Дискографія
Починаючи з 1997 року, The Source випускав щорічну серію збірок кращих хіп-хоп-композицій The Source Presents: Hip Hop Hits . Всі альбоми цієї серії потрапили до чартів Billboard 200. Випуск серії було припинено у 2005 році з релізом ювілейного The Source Presents: Hip Hop Hits, Vol. 10 .
| Рік  | Альбом                                 | Позиції у чартах | Позиції у чартах | Позиції у чартах |
| Рік  | Альбом                                 | US               | US Hip-Hop       |                  |
| ---- | -------------------------------------- | ---------------- | ---------------- | ---------------- |
| 1997 | The Source Presents: Hip Hop Hits      | 38               | 25               |                  |
| 1998 | Source Presents: Hip Hop Hits, Vol. 2  | 46               | 29               |                  |
| 1999 | The Source Hip Hop Music Awards 1999   | 53               | 31               |                  |
| 1999 | Source Presents: Hip Hop Hits, Vol. 3  | 45               | 29               |                  |
| 2000 | The Source Hip Hop Music Awards 2000   | 17               | 16               |                  |
| 2000 | Source Presents: Hip Hop Hits, Vol. 4  | 43               | 35               |                  |
| 2001 | The Source Hip Hop Music Awards 2001   | 28               | 34               |                  |
| 2001 | Source Presents: Hip Hop Hits, Vol. 5  | 47               | 38               |                  |
| 2002 | Source Presents: Hip Hop Hits, Vol. 6  | 35               | 31               |                  |
| 2003 | Source Presents: Hip Hop Hits, Vol. 7  | 89               | 46               |                  |
| 2004 | Source Presents: Hip Hop Hits, Vol. 8  | 45               | 43               |                  |
| 2004 | Source Presents: Hip Hop Hits, Vol. 9  | 75               | 36               |                  |
| 2005 | Source Presents: Hip Hop Hits, Vol. 10 | 60               | 47               |                  |